# إيغون شميت
إيغون شميت (بالألمانية: Egon Schmitt)‏ هو لاعب كرة قدم ألماني، ولد في 12 نوفمبر 1948 في مولهايم آم ماين في ألمانيا. لعب مع كيكرز أوفنباخ.

## وصلات خارجية
- إيغون شميت على موقع قاعدة بيانات كرة القدم.إي يو (الإنجليزية)
- إيغون شميت على موقع بيانات كرة القدم. دي إي (الألمانية)
- إيغون شميت على موقع عالم كرة القدم.نت (الإنجليزية)
- إيغون شميت على موقع أوليمبيديا (الإنجليزية)